# Alex obsoleta
Alex obsoleta là một loài bướm đêm trong họ Geometridae.